# Sunday Sunday
Sunday Sunday è un singolo del gruppo musicale inglese dei Blur, pubblicato nel 1993 ed estratto dall'album Modern Life Is Rubbish.

## Il brano
Si tratta del terzo ed ultimo singolo estratto dal secondo album in studio della band. Il gruppo The Kick Horns suona gli ottoni nella canzone. Curiosamente, il nome Seymour, che è il nome primordiale dei Blur, appare come gruppo accreditato nelle B-sides presenti nelle varie versioni del singolo.

## Tracce
7"
1. Sunday Sunday – 2:37
2. Tell Me, Tell Me (featuring Seymour) – 3:37

12"
1. Sunday Sunday – 2:37
2. Long Legged (featuring Seymour) – 2:23
3. Mixed Up (featuring Seymour) – 3:01

CD1
1. Sunday Sunday – 2:37
2. Dizzy (featuring Seymour) – 3:24
3. Fried (featuring Seymour) – 2:34
4. Shimmer (featuring Seymour) – 4:40

CD2 (The Popular Community Song CD)
1. Sunday Sunday – 2:37
2. Daisy Bell (Harry Dacre) – 2:48
3. Let's All Go Down the Strand (Murphy, Castling) – 3:42

## Formazione
Gruppo
- Damon Albarn - voce, tastiere
- Graham Coxon - chitarra, voce
- Alex James - basso
- Dave Rowntree - batteria

Collaboratori
- The Kick Horns - ottoni

## Classifiche
| Classifica (1993) | Posizione massima |
| ----------------- | ----------------- |
| Regno Unito       | 26                |